# Nikobaren-Palmenratte
Die Nikobaren-Palmenratte oder Car-Nicobar-Palmenratte (Rattus palmarum) ist eine Säugetierart aus der Gattung der Ratten innerhalb der Nagetiere (Rodentia). Sie lebt ausschließlich auf den Nikobaren, einer zu Indien gehörenden Inselgruppe im Golf von Bengalen. Entdeckt und beschrieben wurde die Art von dem österreichischen Zoologen Johann Zelebor, der Zoologe auf der Novara-Expedition der SMS Novara der Österreichischen Marine teilnahm und die ersten Exemplare der Art auf der Insel Car Nicobar sammelte.

## Merkmale
Die Nikobaren-Palmenratte erreicht eine Kopf-Rumpf-Länge von 22,5 bis 24 Zentimetern bei einer Schwanzlänge von 22 bis 23 Zentimetern. Die Hinterfußlänge beträgt 48 Millimeter. Damit ist sie eine vergleichsweise große Art innerhalb der Ratten. Sie hat ein dichtes und raues Fell. Das Rückenfell ist dunkelbraun mit vereinzelten längeren schwarzen Schutzhaaren und weichen Haarstacheln. Die Bauchseite ist weiß. Die Ohren sind dunkelbraun, die Vibrissen im Gesicht vergleichsweise lang. Der durchgehend dunkelbraune Schwanz ist kürzer als die Kopf-Rumpf-Länge und ist damit innerhalb der Gattung relativ kurz. Die Weibchen haben fünf Zitzenpaare, zwei im Achselbereich und drei in der Lendengegend.
Der Schädel ist groß und kompakt, er erreicht eine Länge von 49 bis 54 Millimeter. Morphologisch ähnelt die Art der Nikobaren-Inselratte (Rattus burrus), die auf einigen Inseln im Süden der Inselgruppe lebt. Diese ist etwas kleiner als die Nikobaren-Palmenratte und besitzt einen etwas kleineren Schädel sowie ein weicheres Fell.

## Verbreitung
Die Art lebt endemisch auf den Nikobaren, einer zu Indien gehörenden Inselgruppe im Golf von Bengalen. Dort ist sie auf Car Nicobar und auf Groß Nikobar nachgewiesen.

## Lebensweise
Über die Lebensweise der Nikobaren-Palmenratte liegen nur sehr wenige Angaben vor. Sie lebt in tropischen immergrünen und semi-immergrünen Wald- und Mangrovengebieten auf den Inseln in Höhenlagen bis maximal 150 Metern. Sie ist nachtaktiv und lebt wahrscheinlich bevorzugt am Boden und in den Baumkronen der Kokospalmen. Über die Ernährung und die Fortpflanzung liegen keine Informationen vor.

## Systematik
Die Nikobaren-Palmenratte wird als eigenständige Art innerhalb der Ratten (Gattung Rattus) betrachtet und wurde 1869 von dem österreichischen Zoologen Johann Zelebor unter dem Namen Mus palmarum wissenschaftlich beschrieben. Zelebor war Zoologe auf der Novara-Expedition der SMS Novara der Österreichischen Marine, auf der er die Typus-Exemplare der Nikobaren-Palmenratte sammelte. Er selbst gab keinen exakten Fundort der Art an, dieser wurde im Nachgang über die Veröffentlichung Reise der Österreichischen Fregatte Novara um die Erde in den Jahren 1857, 1858, 1859 unter den Befehlen des Commodore R. von Wüllerstort-Urbair von Karl von Scherzer rekonstruiert. Nach dessen Bericht wurden auf den Nikobaren nur sehr wenige Säugetierarten entdeckt und die Tiere auf der Insel Car Nicobar gesammelt. In molekularbiologischen Analysen war die Nikobaren-Palmenratte bislang nicht vertreten, wodurch die Position innerhalb der Gattung als unklar angesehen wird, eine nähere Verwandtschaft besteht wahrscheinlich zur Nikobaren-Inselratte (Rattus bussus) und zur Malaiischen Feldratte (Rattus tiomanicus). Vereinzelt wird die Nikobaren-Inselratte als Unterart oder Synonym der Nikobaren-Palmenratte betrachtet.
Innerhalb der Art werden keine Unterarten abgegrenzt.

## Gefährdung und Schutz
Die Art wird von der International Union for Conservation of Nature and Natural Resources (IUCN) als gefährdete Art („vulnerable“) eingestuft. Das potenzielle Verbreitungsgebiet ist sehr begrenzt und es liegen keine Angaben über die Größe der Population vor. Der Tsunami 2004, bei dem die meisten Inseln der Nikobaren überschwemmt und die Lebensräume zerstört wurden, hat zur verstärkten Gefährdung der Art beigetragen. Die Entwicklung nach der Flutwelle, der Auf- und Ausbau menschlicher Siedlungen, die Umwandlung von Wäldern in Palmenplantagen sind ebenfalls eine ernsthafte Bedrohung für die dortigen Arten.

## Belege
1. 1 2 3 4 5 6 7 8  C. Denys, P.J. Taylor, K.P. Aplin et al.: Car Nicobar Rat Rattus palmarum. In: Don E. Wilson, T.E. Lacher, Jr., Russell A. Mittermeier (Hrsg.): Handbook of the Mammals of the World: Rodents 2. (HMW, Band 7) Lynx Edicions, Barcelona 2017, ISBN 978-84-16728-04-6, S. 831–832.
2. 1 2 3  Rattus burrus. In: Don E. Wilson, DeeAnn M. Reeder (Hrsg.): Mammal Species of the World. A taxonomic and geographic Reference. 2 Bände. 3. Auflage. Johns Hopkins University Press, Baltimore MD 2005, ISBN 0-8018-8221-4.
3. 1 2 3  Rattus palmarum. In: Don E. Wilson, DeeAnn M. Reeder (Hrsg.): Mammal Species of the World. A taxonomic and geographic Reference. 2 Bände. 3. Auflage. Johns Hopkins University Press, Baltimore MD 2005, ISBN 0-8018-8221-4.
4. ↑  Rattus burrus in der Roten Liste gefährdeter Arten der IUCN 2019. Eingestellt von: S. Molur, 2008. Abgerufen am 9. November 2019.